# The Atlantic Migration, 1607-1860
The Atlantic Migration, 1607–1860: A History of the Continuing Settlement of the United States (en français, La Migration atlantique, 1607-1860. Une histoire de la colonisation continue aux États-Unis) est un livre de l'historien américain Marcus Lee Hansen (1892-1938). Le livre étudie les origines sociales et économiques des groupes d'immigrants en Amérique, depuis l'époque coloniale jusqu'à la Guerre de Sécession. 
Hansen est lui-même enfant d'immigrés : son père est né au Danemark, sa mère est née en Norvège, ils ont tous les deux immigré avec leur famille dans leur jeunesse. Pour mener sa recherche, Hansen fait un séjour d'études de deux ans, de 1925 à 1927, au Royaume-Uni, en France et en Europe centrale, où il consulte des archives sur l'émigration européenne. Sa recherche porte sur l'immigration jusqu'en 1860, et ne prend pas en compte les grandes immigrations qui commencent dans les années 1880. Il est un pionnier des recherches qui prennent en compte l'origine ethnique dans l'étude de l'histoire américaine. Ses travaux concernent essentiellement l'émigration européenne, et il étudie peu d'autres immigrations, asiatique et latino-américaine. Il relève la prééminence de facteurs économiques dans la décision d'émigrer, mais certains historiens lui ont reproché de ne pas prendre en compte les facteurs politiques. De même, il lui a été reproché par certaines critiques une focalisation sur les facteurs individuels de l'immigration, au détriment de facteurs ethniques communautaires. 
Le livre est publié, après la mort de Hansen, par l'historien Arthur M. Schlesinger, qui a retravaillé le brouillon et les notes de Hansen. Le livre est édité par les éditions Harvard University Press en 1940, il remporte le Prix Pulitzer d'histoire en 1941.

## Éditions
- Marcus Lee Hansen et Arthur Meier Schlesinger (dir.), The Atlantic Migration, 1607–1860: A History of the Continuing Settlement of the United States, Cambridge, Harvard University Press,  (ISBN 978-0061310522)